# Hospital de Granollers
L'Hospital General de Granollers és un centre d'atenció sanitària, sociosanitària i social, integrat a la Xarxa d'Hospitals d'Utilització Pública (XHUP) i proveïdor de serveis del Servei Català de la Salut. El seu àmbit d'actuació és el Vallès Oriental.
L'Hospital forma part del patrimoni assistencial de la Fundació Privada Hospital-Asil de Granollers per complir amb la seva finalitat de donar atenció hospitalària. La Fundació Privada Hospital Asil de Granollers (FPHAG) és una fundació privada sense ànim de lucre, que té els seus precedents en l'hospital fundat a Granollers el 1329 per Bertran de Seva. La direcció de la Fundació correspon a un patronat de vuit membres presidit per l'alcalde de Granollers.
Està instal·lat en un conjunt d'edificis els més antics dels quals són una obra del municipi de Granollers (Vallès Oriental) protegida com a bé cultural d'interès local.

## Història
La primera referència documental és de 1328: A instàncies del fundador, Bertran de Seva, advocat, ciutadà de Barcelona, senyor de la Torre de Seva a Marata, el bisbe de Barcelona autoritza al capellà de l'hospital per oir confessions i administrar l'eucaristia i concedeix a l'Hospital un cementiri propi.
A inicis del segle xvi el Consell de la Vila es fa càrrec de l'administració de l'Hospital per donació de Pere de Clariana i de Seva que reserva per ell i els seus successors el nomenament del capellà.
La sala gòtica Francesc Tarafa correspon a l'arquitectura dels hospitals medievals dels segles xiv i xv, per tant devia ser una de les primeres localitzacions de l'Hospital. La documentació del segle xvi fa pensar en que l'hospital pogués ocupar una casa més propera als murs de la ciutat al mateix carrer Corró, can Medalla, on hi ha una finestra amb un escut amb una gralla que pot assenyalar que l'edifici era de la propietat de la Vila.
Al segle xix l'edifici del Convent dels Caputxins de Granollers era abandonat i restava propietat de l'estat per la desamortització de Mendizábal. L'Ajuntament de Granollers en va demanar la concessió i va rebre el convent i el seu hort amb la condició d'instal·lar-hi un hospital en el termini de sis mesos l'octubre de 1842. L'abril de 1844 l'Ajuntament en pren possessió, l'Hospital de Granollers hi romandrà fins 1923.
El febrer de 1855, en sessió plenària de l'Ajuntament, es va signar el contracte segons el qual tres germanes carmelites de la caritat es farien càrrec de l'Hospital de Granollers. Encara avui l'Hospital acull un grup de monges Vedruna.
L'edifici de modernista de l'Hospital va néixer fruit de la iniciativa solidària i voluntària dels ciutadans de Granollers que amb petites aportacions van col·laborar a la construcció de l'edifici modernista. El 1913 es constituí la "Junta de Reforma de Granollers i Construcción del Nuevo Hospital - Asilo", impulsada per Francesc Ribas i Serra. El 1914 es posa la primera pedra d'un nou edifici per l'Hospital als terrenys actuals al costat de la carretera de Cardedeu a tocar del terme de les Franqueses del Vallès. Una part dels fons per bastir aquest edifici foren trets de la venda del retaule de Sant Esteve (obra dels Vergós del segle XV) i del de Sant Sebastià i Sant Eloi a la Junta de Museus de Barcelona per 150.000 pessetes. La inauguració no arribà fins al 25 de juliol de 1923.

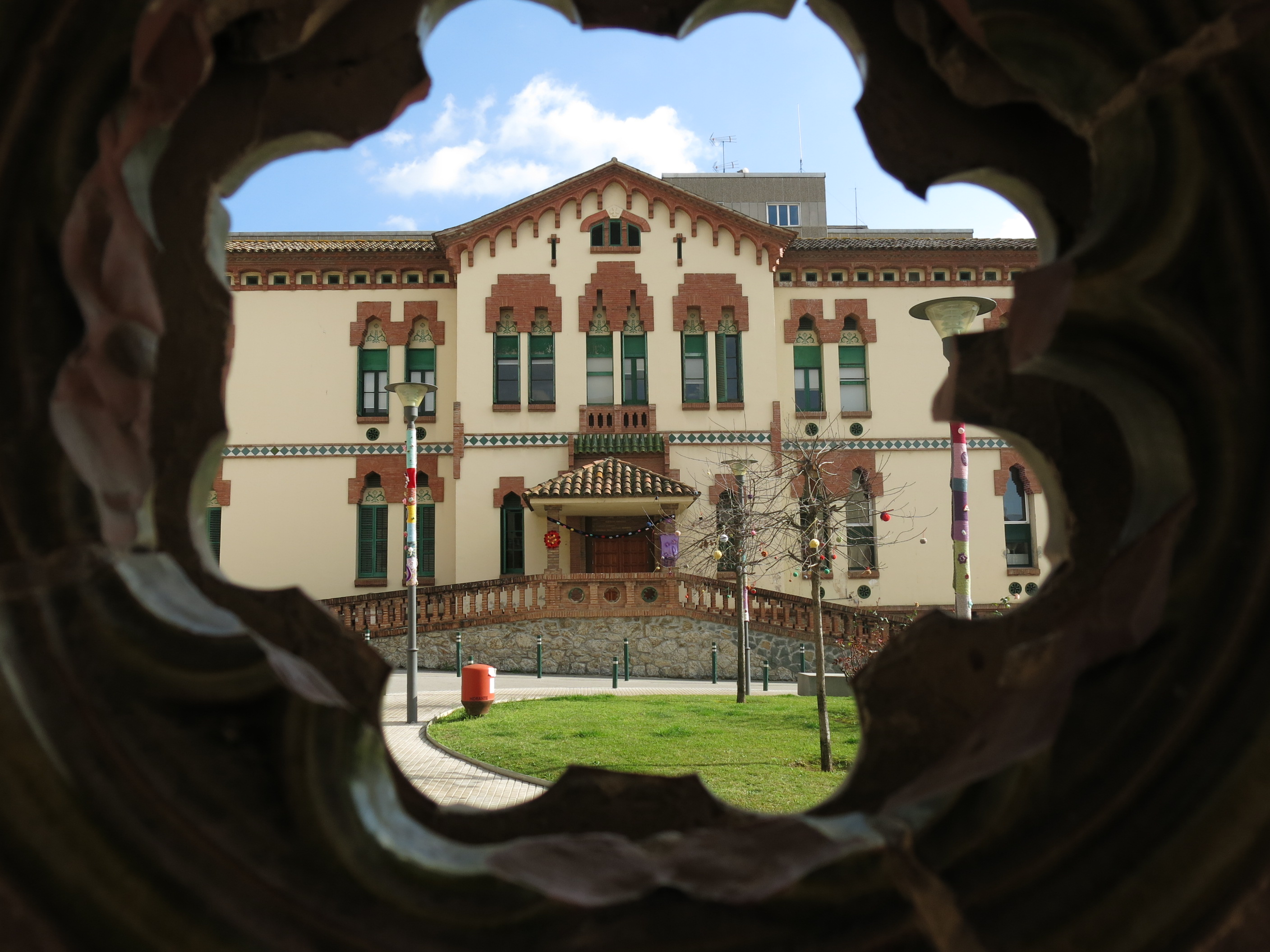
Edifici Santa Faustina.

L'any 1934, després de l'aprovació pel Parlament de Catalunya de la llei que havia d'organitzar els serveis sanitaris, el conseller de Sanitat i Assistència Social de la Generalitat de Catalunya, Josep Dencàs, va reunir-se a Granollers amb la Junta del Patronat i els alcaldes de la comarca per plantejar la transformació de l'Hospital-Asil en hospital Comarcal. La proposta va ser ben acollida, però el projecte no va arribar mai a terme, malgrat que pel novembre de 1936 el Patronat va aprovar convertir l'hospital en comarcal, a l'espera que el projecte tingués el suport dels municipis afectats.
El 31 de juliol de 1936, Francisco Remón Játiva i Dionisio Vicente Ramos, frares franciscans conventuals del proper convent de N. S. De Montserrat que eren a l'Hospital, foren presos, portats al lloc de Tres Pins al trifini dels termes de la Roca del Vallès, les Franqueses i Cardedeu on foren assassinats. Foren beatificats per Joan Pau II l'11 de març de 2001.
El 31 de maig de 1938, l'exèrcit espanyol sublevat bombardeja Granollers i una bomba afecta el pavelló de Sant Jaume.
En els anys cinquanta, l'Hospital és afavorit per l'aparició a Granollers de la Mútua de Nostra Senyora del Carme que li aporta pacients i, per tant, recursos. La Junta Directiva de la Mútua i el Patronat de l'Hospital des de la completa independència es complementen fins al punt que hi ha qui popularment parla de la “Mútua de l'Hospital”. Aquesta col·laboració es concreta en fets com que l'Hospital rebi un préstec de més d'un milió de pessetes de la Mútua per adquirir un modern equip radioquirúrgic a finals dels anys seixanta. A més de pacients Mútua i Hospital també comparteixen metges com el Dr. Campos Tarrech.
Els tres primers pavellons s'han anat envoltant d'altres edificis. El 1933 el president F. Macià posà la primera pedra d'un pavelló d'infecciosos que s'inaugurarà el 1954 com a asil i que avui acull els serveis de recerca, biblioteca i ensenyament. L'any 1971 s'inaugurava un nou pavelló de tres plantes, que s'ampliaria en alçada amb quatre plantes més l'any 1978. En el mateix recinte, l'any 1984 va entrar en funcionament el Centre Geriàtric Adolfo Montañá, que substituïa l'antic asil. El 1988 s'inaugura un nou pavelló amb els serveis de Diagnòstic per la Imatge, Urgències i Documentació Clínica. L'any 1995 el centre va renovar i ampliar un cop més. El 20 de novembre de 2009 es va inaugurar el nou edifici de Consultes Externes, la darrera ampliació de l'Hospital que s'estén entre l'edifici històric i el geriàtric.
Els anys setanta van ser els de la jerarquització dels serveis mèdics i d'infermeria a més de crear diferents departaments de gestió (processament de dades, anàlisi de gestió, personal i relacions laborals).

## L'Hospital avui
Des de 1993, en què es s'aproven uns nous estatuts, la direcció de correspon a un patronat compost per: l'alcalde, el rector, un representant del consell comarcal, un representant de la Fundació Adolfo Montaña Riera, un representant de la Cambra de Comerç de Granollers, dos protectors de la Fundació (escollits pel patronat) i una persona de vàlua reconeguda (escollida pel patronat).
Avui la Fundació integra l'Hospital General de Granollers que és l'Hospital de referència del Vallès Oriental, Centre Geriàtric Adolfo Montañá i el Centre de Dia Sant Jordi (Fundació Bertran de Seva per a la Gestió de Serveis Sanitaris i Socials). A més ofereix formació a estudiants del grau de Medicina de la Universitat Internacional de Catalunya (UIC). També es formen, pel sistema MIR, metges de diverses especialitats, així com especialistes en farmàcia hospitalària i llevadores. Pel que fa a la formació de pregrau, la institució col·labora amb diverses universitats i escoles universitàries. Allotja també una Unitat d'Hospitalització d'Aguts de Benito Menni Complex Asistencial en Salut Mental.
El comitè d'empresa escollit el 2023 està compost per: 13 delegats de CCOO; 5 delegats de la UGT; 5 delegats MC, 2 delegats SATSE.

## Edificis d'interès local
El conjunt d'edificis de reconegut interès arquitectònic es disposen a l'entorn d'un jardí en forma d'"U", obert al migdia. El cos central destaca per l'accés reforçat per dues torres mirador que sobresurten de la resta d'edificis; s'havia anomenat pavelló de Sant Enric i acull el convent de les carmelites de la caritat-Vedruna i una capella, avui és l'accés al nou edifici de consultes. El pavelló de la dreta, anomenat de Santa Faustina, en principi era dedicat a asil. L'ala oest en un principi acollia pròpiament l'hospital. La coberta és composta. Els elements formals i decoratius són representatius del llenguatge modernista. El projecte correspon a l'arquitecte Josep Maria Miró i Guibernau.